# أطفال الطين
أطفال الطين هو كتاب للشاعر والناقد المكسيكي أوكتافيو باث الحاصل على جائزة نوبل للأدب. نُشر الكتاب في ترجمته العربية عن دار الينابيع، بترجمة أسامة إسبر، ويقع في 208 صفحة. يتناول الكتاب تاريخ الشعر الحديث وتحوّلاته الكبرى، من منظور نقدي وشعري في آنٍ معًا، ويشير أوكتافيو باث إلى أن موضوع هذا الكتاب يُعد امتدادًا لمحاولة الإجابة التي قدّمها في كتاب القوس والقيثارة حول سؤال: "كيف تتواصل القصائد؟". ويُركّز الكتاب على إشكالية التواصل الشعري، حيث يسعى المؤلف إلى طرح مفاتيح تفسيرية يمكن أن تسهم في فهم العلاقة بين الشعر، والعالم، والواقع.

## محتوى الكتاب
يضمّ الكتاب مجموعة من الفصول والمقالات النظرية التي تتناول الشعر، وتاريخ الحداثة، والأسطورة، والعلاقة بين الموروث والقطيعة، عبر محاور متعددة:
- مقدمة: تمهيد عام لموضوع الكتاب، يطرح فيه المؤلف سؤاله الرئيسي حول مصير الشعر وعلاقته بالحداثة.[6]
- تراث ضد نفسه: يناقش هذا الفصل[7] الصراع الداخلي داخل التراث الغربي، بين التقاليد المؤسسة والمواقف المتمردة عليه.
- ثورة المستقبل: يتناول هذا الفصل[8] التحولات الطليعية في الشعر الحديث وكيف سعت إلى بناء "مستقبل شعري" مختلف، عبر كسر الأنماط الكلاسيكية.
- أطفال الطين: الفصل المركزي في الكتاب[9]، يستعرض فيه باث الرموز المؤسسة للشعر الحديث، ويربطه بالقول "الخلق من الطين"، حيث يصبح الشعراء المعاصرون "أبناءً للطين" أي أبناء لحداثة مشوهة أو متجددة.
- التناظر والمفارقة: تحليل للعلاقات البنيوية في الشعر[10]، واللعب بين التماثل والانقطاع، بوصفها آليات شعرية حديثة.
- الترجمة والاستعارة: فصل[11] يضم مناقشة لدور الترجمة في بناء المعنى الشعري، وارتباطها بالاستعارة كمفهوم بنيوي وثقافي.
- إغلاق الدائرة: دراسة لفكرة اكتمال الحداثة أو أفولها[12]، في ضوء ما حققته من قطيعة وانفتاحات.
- الثورة - إيروس / الميتا - مفارقة: يقارن باث بين مفهومي الثورة والإيروس بوصفهما طاقتين خلاقتين[13]، ثم يربطهما بمفهوم "المفارقة الميتاشعرية".
- النموذج معكوسًا: فصل[14] يتناول انقلابات النماذج الجمالية في الشعر الحديث وكيف تغيّر موقع "القدوة" والمعايير الشعرية.
- أفول الطليعة: يناقش نهايات الحركات الطليعية الكبرى في القرن العشرين ومآلاتها، ومدى قدرتها على التجدّد.